# Závod Julia Fučíka v Chomutově
Závod Julia Fučíka v Chomutově byl podnik, který vyráběl hutní polotovary z ušlechtilých ocelí.

## Vznik
Firma Poldihütte Kladno byla významným dodavatelem rakousko-uherské armády v době 1. světové války. Požadavky armády stále stoupaly a ani zvětšování kladenských provozů Poldiny hutě nestačilo. Správní rada hutě začala vybírat v roce 1916 lokalitu vhodnou pro výstavbu nového závodu, protože v okolí Kladna byl nedostatek pracovních sil. I když bylo z fronty vyreklamováno mnoho odborníků a spoustu pozic obsadily ženy, nedostatek pracovníků byl velký. V huti byl ustanoven vojenský režim, včetně přísahy nevojáků, vojenských trestů a vězení.Dne 29. října 1918 bylo podepsáno Nařízení Národního výboru československého č. 12/1918. Nařízení bylo veřejně vyhlášeno ve Sbírce zákonů a nařízení dne 30. října 1918 a začalo ihned platit: Dosavadní militarisace a vojenský dozor závodů se zrušují.
Místem pro novou výstavbu se stal Chomutov, mj. pro přímé železniční spojení s Kladnem. V roce 1917 začala výroba nového závodu. Výstavbu plánoval a řídil Richard Gottlieb Wilhelm von Doderer. Po dokončení výstavby v roce 1920 se Doderer stal ředitelem a funkci vykonával až do roku 1930, kdy se stal ředitelem Eisenwerke AG Rothau-Neudek (železárny v Rotavě a Nejdku).
Poloha uprostřed uhelné pánve umožnila rentabilní koupi dvou dolů: Rafaeli (Václav) a Elsa (Ludmila), které dodávaly uhlí elektrárně v závodu.

## Úspěchy i nezdary
- 1920 Stříbřitá ocel, tažená profilová ocel
- 1924 Tvrdě tažené pružinové dráty
- 1925 Profily pro turbinové lopatky
- 1927 Ocelové průvlaky POLDI HERKULES
- 1928 Nízkofrekvenční pec Ajax-Wyat nebylo možno používat k tavení oceli
- 1930 Anticorro pružinové dráty, galvanicky pozinkovaná ocelová lana pro letecký průmysl, svářecí elektrody z Anticorro ocelí
- 1931 Válcovna za tepla
- Ventily pro letecké motory, ventily plněné sodíkem, tvrdé chromování

## Po Mnichovské dohodě
Z chomutovského závodu Poldiny hutě se stává samostatná společnost Komotauer Edelstahlhütte A.G. Poldina huť však drží 80% akcií.
Dne 19. dubna 1945 v 3:50 hodin začaly na Chomutov padat bomby. Nálet skončil asi v 4:30 hodin po svržení cca tří tisíc pum. Cílem náletu byl železniční uzel.
Vážně poškozena byla i Poldina huť, pobočka kladenské Poldovky, která byla během války zapojena do německé zbrojní výroby. Byla zničena výrobna ventilů a další provozy.

## Po druhé světové válce
Dne 1. ledna 1946 byl do hutního kombinátu Spojené ocelárny v Kladně zařazen i další hutní závod v Chomutově, a to Válcovny trub Chomutov (dříve Mannesmann Chomutov). Dne 1. července 1949 byly ze Spojených oceláren vyčleněny nejen Válcovny trub Chomutov, ale i chomutovský závod bývalé Poldiny huti, který se tak stal součástí Válcoven trub Gustava Klimenta, národní podnik jako podřízený závod. V roce 1950 získal ještě jako podřízený závod za účasti Gusty Fučíkové jméno "závod Julia Fučíka."
Ale již v roce 1952 získal tento závod bývalé Poldiny huti nezávislost a nesl jméno Závod Julia Fučíka.
V roce 1958 vyhořel nejdůležitější provoz, Tažírna I.
V roce 1958 byla Rozhodnutím ministra hutního průmyslu a rudných dolů v důsledku sloučení podniků převedena operativní správa Závodu Julia Fučíka, národní podnik v Chomutově na Válcovny trub a železárny, národní podnik v Chomutově.